# Угорський національний музей

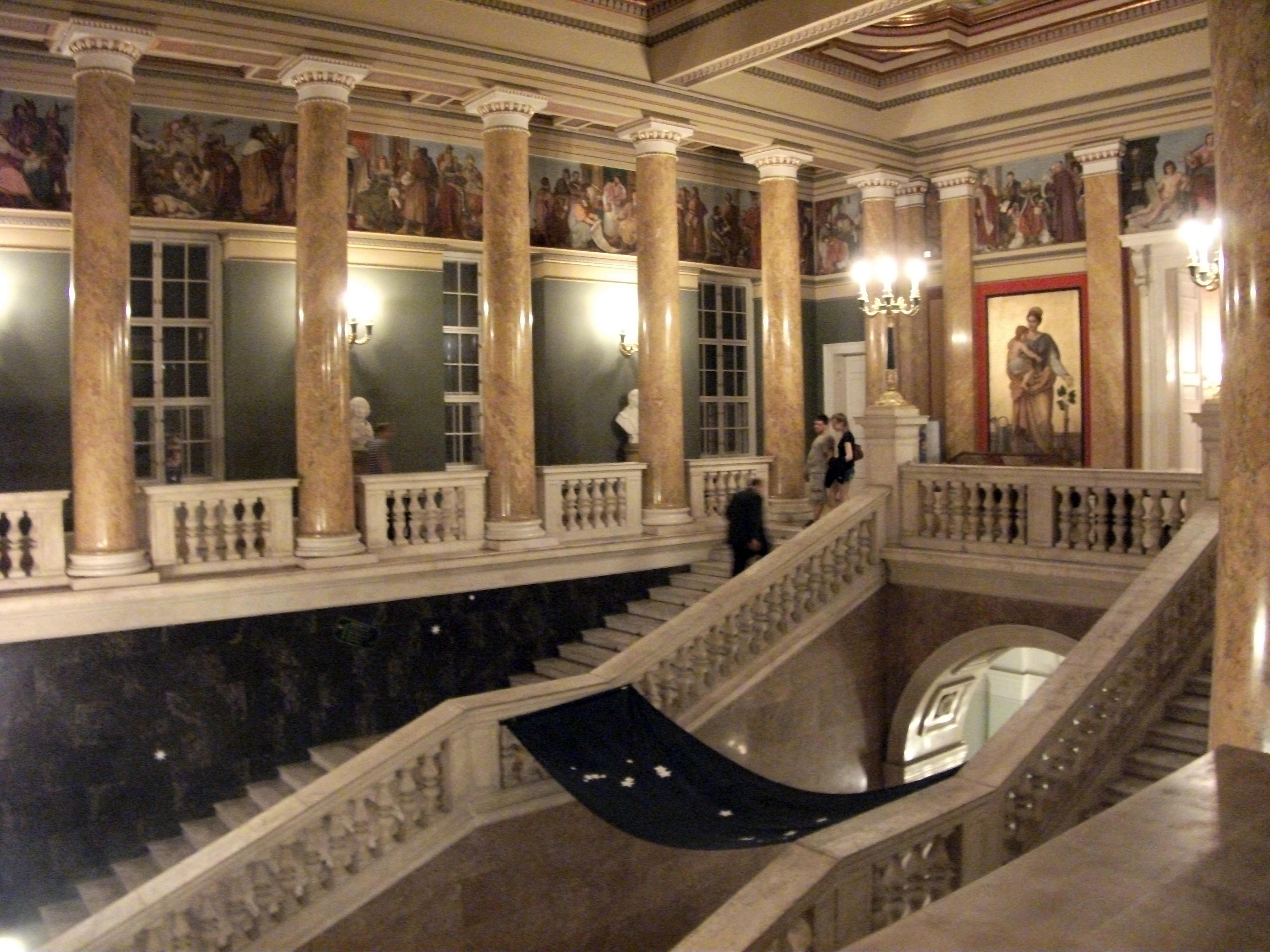
Інтер'єр Угорського національного музею

Угорський національний музей (угор. Magyar Nemzeti Múzeum) — національний музей у столиці Угорщини місті Будапешті, один з головних музеїв міста та країни; найважливіше та найбільше зібрання пам'яток з угорської історії, національного матеріального та духовного надбання, культури і мистецтва Угорщини, видатних їх представників.

## Загальні дані
Угорський національний музей розташований у монументальному комплексі споруд, спеціально зведених для цього закладу, в середмісті Будапешта за адресою:
Múzeum krt. 14-16, м. Будапешт—1088 (Угорщина).
Велична споруда Угорського національного музею в стилі класицизму — з великою колонадою, була зведена за проектом угорського архітектора Міхая Поллака. У оформленні інтер'єрів музею брали участь національні митці Карой Лотц і Мор Тан.
Музей працює щоденно з 10:00 до 18:00. Щопонеділка вихідний.
Директор музею — доктор Ласло Чорба (László Csorba).

## З історії музею

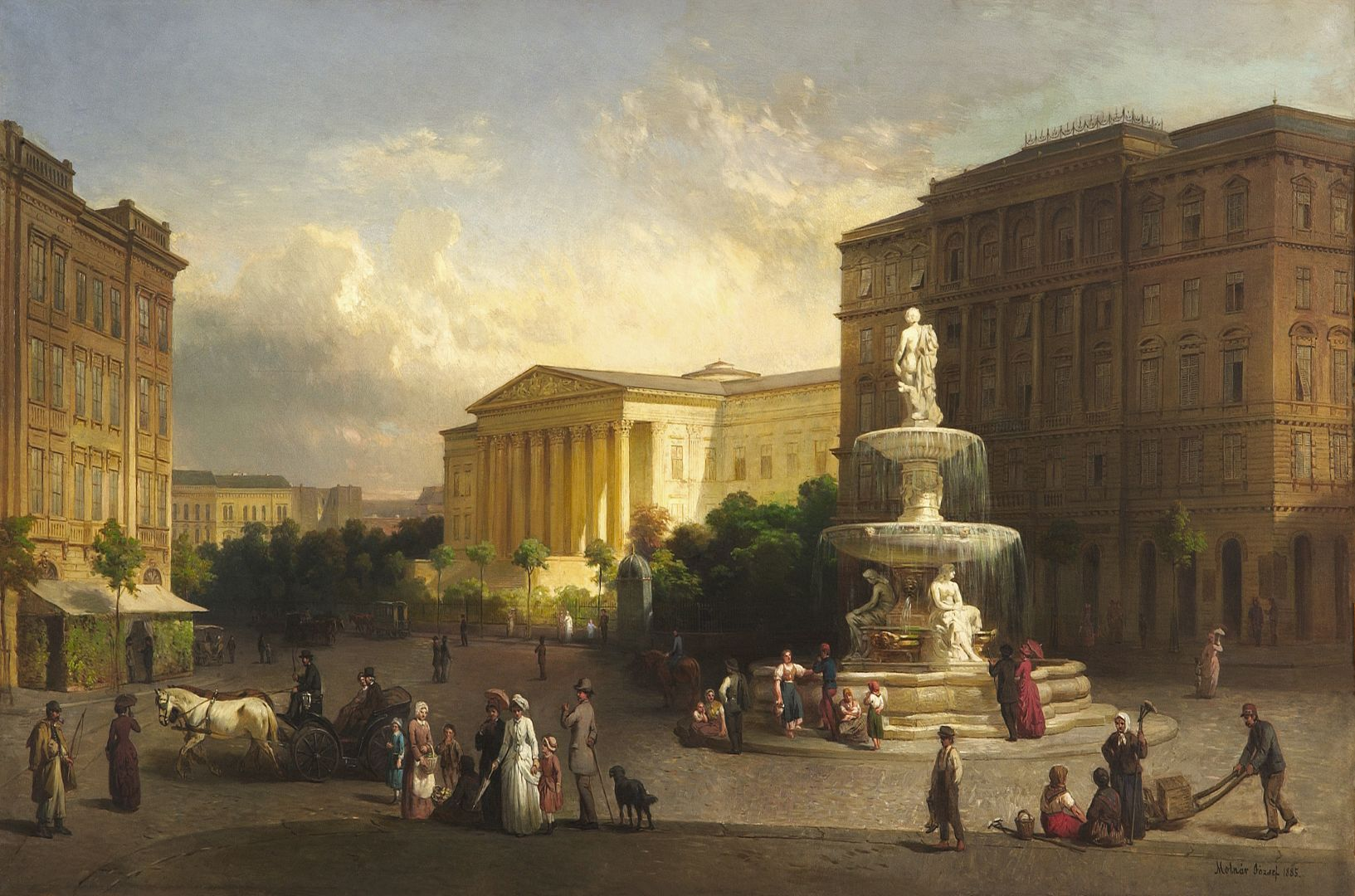
Національний музей в середині 19 століття

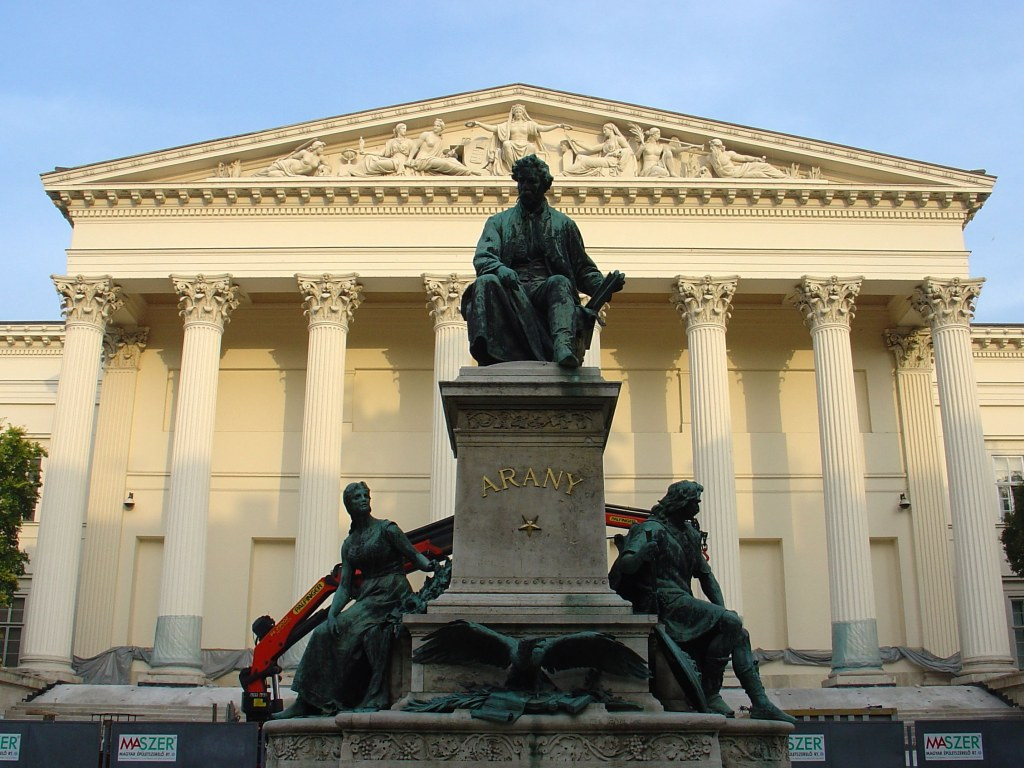
Статуя Яношу Араню

Угорський національний музей був заснований 1802 року, коли граф Ференц Сечені (Ferenc Széchényi) створив Національну бібліотеку Сечені. Спершу музейне зібрання формувалось на базі колекції монет, книжок і рукописів, мінералів тощо самого́ графа Сечені та його родини, що вивело заклад суто за збірку письмових матеріалів, зробивши справжнім природничо-історичним музеєм.
У 1807 році угорський національний парламент ухвалив закон, підтримавши створення цієї інституції та закликав угорську націю робити пожертви на її розбудову.
Розкішну неокласицистичну споруду Національного музею було зведено у 1837—47 роки.
Вже наступного (1848) року Угорський національний музей відіграв важливу роль у подіях Угорської національної революції. Са́ме на ґанку музею національний культурний лідер Шандор Петефі прочитав свій знаменитий вірш Nemzeti, який був справжнім закликом до початку революції. Відтоді музей став головним осередком ідентифікації угорської нації. На згадку про революцію дві статуї були додані до будівлі музею. Першою з них є статуя Яноша Араня (її встановили 1883 року). Згодом (1890) було розміщено барельєфну меморіальну дошку поруч зі сходами музею на честь Петефі. У цей же час у церемоніальній залі музею засідала верхня палата угорського парламенту, причому це тривало аж до будівництва споруди угорського парламенту. Сучасним нагадуванням про це є те, що заходи національного Дня поминання 1848 відбуваються са́ме перед будівлею музею.
У 1949 році згідно із законом колекції етнографічна та природнича Угорського національного музею були передані у новостворені профільні музейні заклади. Ці процеси — відгалуження спеціалізованих музеїв, афільованих з головним музейним осередком Угорщини, тривали і надалі, в тому числі вони прислужилися і до створення сучасної Національної бібліотеки Сечені. Востаннє філією Угорського національного музею в 1985 році став Замковий музей у Естергомі.

## З експозиції

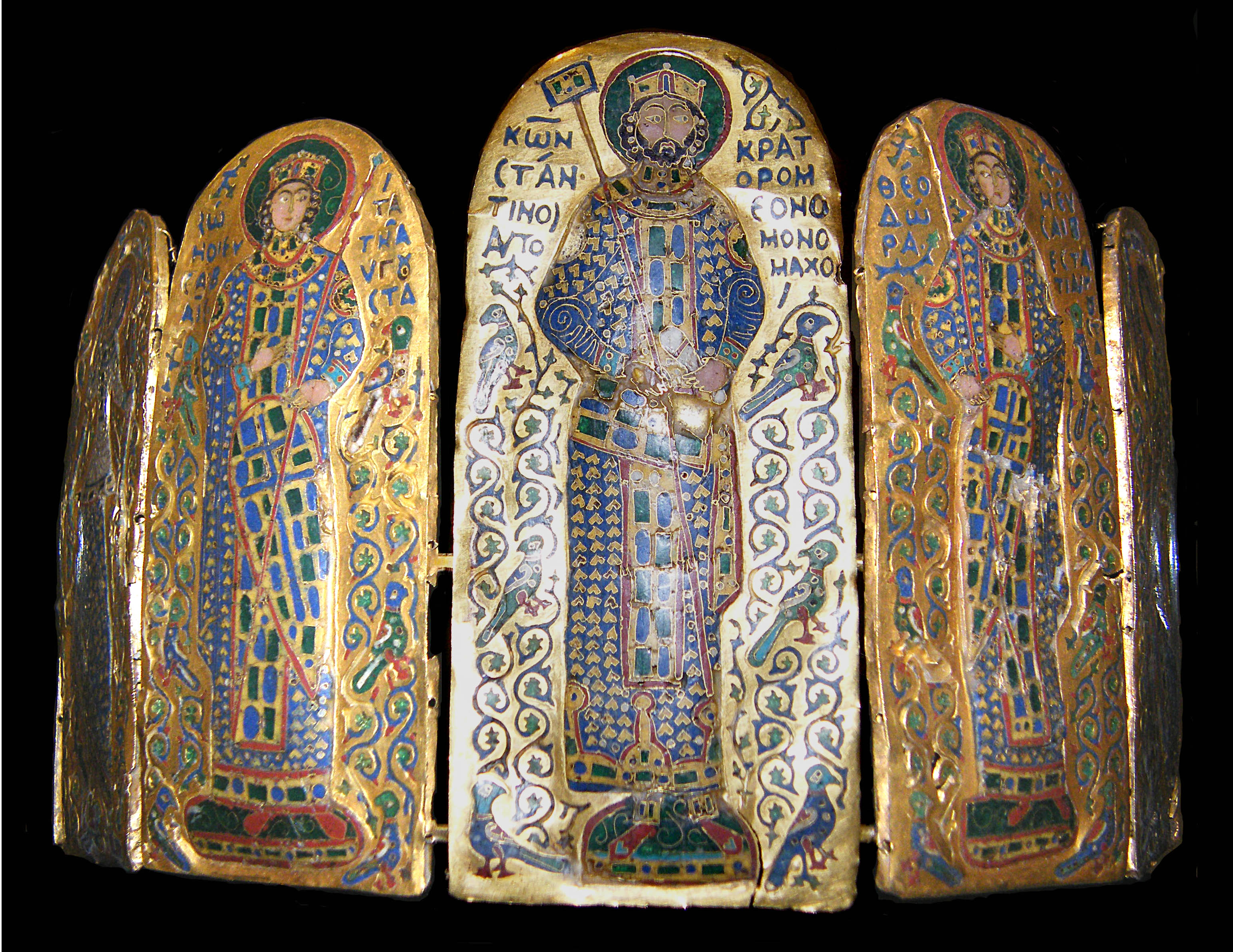
Корона Мономаха

Фонди Угорського національного музею в теперішній час (2000-ні) налічують понад 1 млн одиниць зберігання. Постійні музейні виставки охоплюють історію Угорщини від моменту заснування держави і до сьогодення:
- у лапідарії музею представлено багату колекцію артефактів римського періоду;
- добу Середньовіччя та османської навали в Угорщині ілюструють королівські регалії, зібрання предметів середньовічного побуту, ювелірні вироби, нумізматична та зброярська колекції;
- багатою є експозиція зали, присвяченої подіям революції 1848—49 років;
- зала історії XX століття має велике зібрання документів, предметів, фотографій та свідчень 2 Світових воєн, подій в Угорській народній республіці, становлення сьогоденної Угорщини.

Окрема зала музею присвячена королівській мантії, в якій коронувався засновник угорської держави король Іштван — її виконано з візантійського шовку із золотим гаптуванням та оздобленням з коштовного каміння.
У портретній галереї музею репрезентовано велике цінне зібрання зображень королів з династії Арпадів.
Експозиція, присвячена визначним діячам культури та музичній культурі, надає можливість побачити клавікорд Моцарта, арфу Марії-Антуанетти, роялі Бетховена та Ліста.

## Виноски
1. ↑  https://web.archive.org/web/20240228174552/https://mkke.hu/tagoknak/tagok_listaja
2. ↑  archINFORM — 1994.
3. ↑  Інформація для відвідувачів [Архівовано 2010-06-08 у Wayback Machine.] на Офіційна вебсторінка музею [Архівовано 2017-04-26 у Wayback Machine.] (англ.)
4. ↑  Угорський національний музей серед інших музеїв Будапешта [Архівовано 2009-02-01 у Wayback Machine.] на Будапештський офіс туризму (англ.)
5. ↑  Контакти [Архівовано 2010-05-12 у Wayback Machine.] на Офіційна вебсторінка музею [Архівовано 2017-04-26 у Wayback Machine.] (англ.)